# Ruanda en los Juegos Paralímpicos de Sídney 2000
Ruanda estuvo representada en los Juegos Paralímpicos de Sídney 2000 por un deportista masculino. El equipo paralímpico ruandés no obtuvo ninguna medalla en estos Juegos.